# Pierre Siniac
Œuvres principales
- Monsieur Cauchemar (1960)
- Luj Inferman’ et La Cloducque (1971)
- Aime le Maudit (1980)
- Femmes blafardes (1981)

Pierre Siniac, né le 15 juin 1928 à Paris et mort le 11 avril 2002 à Aubergenville, est un écrivain français, spécialisé dans le roman policier.

## Biographie
Fils d'un père bottier et d'une mère costumière de théâtre, il se passionne pour la littérature dès sa jeunesse et, à 10 ans, écrit deux romans dans ses cahiers d'écolier. À 17 ans, il entre dans un CET pour obtenir la qualification de plombier et continue d'être attiré par les arts. Fuyant son foyer, il travaille dans des fermes et voyage en auto-stop. L'armée le contraint au service militaire, obligatoire. Libéré à la fin de 1949, il commence à publier des nouvelles et signe des pièces de théâtre « dont plusieurs sont jouées par de petites troupes ». 
À 25 ans, il hésite entre une carrière de peintre et l'écriture. Il adopte le pseudonyme de Pierre Signac pour publier en 1958 son premier roman policier, Illégitime Défense. C'est avec Monsieur Cauchemar, en 1960, qu'il se fait remarquer. Il attend ensuite huit ans avant de faire paraître sous son patronyme dans la collection Série noire Les Morfalous, qui obtient un beau succès.
Édité dans la Série noire, ainsi que par les collections Fayard Noir, Engrenage, Le Masque et Rivages/Noir, il est l'auteur d'une quarantaine de romans policiers qui illustrent de façon constante son goût pour les histoires criminelles au dénouement surprenant et paradoxal, dotées d'un humour rabelaisien et privilégiant la description d'une vie provinciale inquiétante. Son évocation du « milieu » met en scène des personnages dont la plupart ne sont des exemples ni de bravoure, ni d'intelligence, ni d'honnêteté. Parmi ses œuvres : Femmes blafardes, Vampir's club (surtout connu sous le titre Aime le Maudit), Des perles aux cochonnes et Le Tourbillon. 
En 1971, Siniac crée, à la demande de Robert Soulat de la Série noire, Luj Inferman’ et la Cloducque, deux indescriptibles individus. « Luj, traîne-savate, erre d'emplois précaires en combines tordues, et porte sur la société un regard lucide et amer. La Clo', obèse, affublé d'un chapeau cloche informe, d'un pardessus gigantesque et de gants de boxe, ne ressemble à personne ». Les aventures de ce duo improbable enchaînent les situations extravagantes d'un humour noir féroce.
Fait notable, Pierre Siniac reçoit en 1981 le grand prix de littérature policière pour trois ouvrages : L’Unijambiste de la cote 284, Reflets changeants sur mare de sang (deux recueils de nouvelles) et Aime le Maudit.
L'écrivain meurt le 13 mars 2002. Ses voisins réalisent sa disparition un mois plus tard, à l'odeur qui se dégage de son appartement. Les pompiers en forcent la porte le 11 avril pour découvrir son corps en état de décomposition avancée. Son éditeur ne sera prévenu que tardivement de sa mort. Ses papiers et ses manuscrits sont revendus par son frère pour une somme dérisoire.

## Œuvre

### Romans

#### SérieLuj Inferman’ et La Cloducque
1. Luj Inferman’ et La Cloducque, Paris, Gallimard, coll. « Série noire » no 1454, 1971
2. Les 401 coups de Luj Inferman’, Paris, Gallimard, coll. « Série noire » no 1535, 1972
3. Les 5 milliards de Luj Inferman’, Paris, Gallimard, coll. « Série noire » no 1553, 1972
4. Luj Inferman’ dans la jungle des villes, Paris, Jean Goujon, coll. « Engrenage » no 12, 1979
5. Pas d’ortolans pour La Cloducque, Paris, Éditions Les Autres, 1979
6. Luj Inferman’ chez les poulets, Paris, Gallimard, coll. « Série noire » no 1795, 1980
7. Luj Inferman ou Macadam-Clodo, Paris, NéO, coll. « Le Miroir obscur » no 39, 1982

#### Autres romans
- Les Morfalous, Paris, Gallimard, coll. « Série noire » no 1244, 1968
- Le Casse-route, Paris, Gallimard, coll. « Série noire » no 1271, 1969
- La Nuit des Auverpins, Paris, Gallimard, coll. « Série noire » no 1292, 1969 ; réédition sous le titre La Nuit du flingueur, Paris, Gallimard, coll. « Série noire » no 1292, 1986
- Les Monte-en-l’air sont là !, Paris, Gallimard, coll. « Série noire » no 1320, 1970
- L’Increvable, Paris, Gallimard, coll. « Série noire » no 1353, 1970
- Deux pourris dans l’île, Paris, Gallimard, coll. « Série noire » no 1397, 1971, réédition Paris, Éditions du Rocher, 1999
- Les Sauveurs suprêmes, Paris, Gallimard, coll. « Série noire » no 1438, 1971
- Si jamais tu m’entubes…, Paris, Gallimard, coll. « Série noire » no 1666, 1974
- Les Congelés, Paris, Gallimard, coll. « Série noire » no 1682, 1974
- L’Or des fous, Paris, Jean-Claude Lattès, 1975 ; édition revue sous le titre Sous l’aile noire des rapaces, Paris, Rivages, coll. « Rivages/Noir » no 223, 1995
- Le Tourbillon, Paris, Jean-Claude Lattès, Mars 1976 ; édition revue, Paris, Rivages, coll. « Rivages/Noir » no 256, 1996
- L’Orchestre d'acier, Paris, Jean-Claude Lattès, 1977
- Des perles aux cochonnes, Gallimard,  coll. « Série noire » no 1719, 1977
- L'Épinglage, Paris, Jean Goujon, coll. « Engrenage » no 20, 1980
- Aime le maudit, Paris, Jean Goujon, coll. « Engrenage » no 26, 1980 ; réédition sous le titre Vampir’s Club, Paris, NéO, coll. « Le Miroir obscur » no 143, 1988 ; nouvelle réédition sous le titre Aime le Maudit, Paris, Librairie des Champs-Élysées, coll. « Le Masque » no 2071, 1991 - Grand prix de littérature policière 1981
- Femmes blafardes, Paris, Fayard, coll. « Fayard noir » no 17 1981
- La Câline inspirée, Paris, NéO, coll. « Le Miroir obscur » no 18, 1981
- Un assassin, ça va ça vient, Paris, Jean Goujon, coll. « Engrenage » no 33, 1981
- Comment tuer son meilleur copain, Paris, NéO, coll. « Le Miroir obscur » no 27, 1981
- Bazar bizarre, Paris, Jean Goujon, coll. « Engrenage » no 49, 1982 ; édition revue, Paris, Baleine, coll. « Canaille/Revolver » no 132, 1998
- La Tenue léopard, Paris, Jean Goujon, coll. « Engrenage » no 65, 1983
- Charenton non-stop, Paris, Jean Goujon, coll. « Engrenage » no 76, 1983, réédition Perpignan, Car rien n'a d'importance, 1994
- Ras le casque, Paris, Jean Goujon, coll. « Engrenage » no 105, 1984
- Les Enfants du père Eddy, Paris, NéO, coll. « Le Miroir obscur » no 90, 1984
- Carton blême, Paris, Jean Goujon, coll. « Engrenage » no 115, 1985 ; édition revue, Charenton-le-Pont, Canaille, 1995 ; Paris, Baleine, coll. « Canaille/Revolver », 1995
- L’Affreux Joujou, Paris, Jean Goujon, coll. « Engrenage » no 126, 1985 ; édition revue, Paris, Baleine, coll. « Instantanés de polar » no 63, 1997
- La Femme au cigare, Paris, Fleuve noir, hors coll., 1986
- Des amis dans la police, Paris, Librairie des Champs-Élysées, Le Masque no 1949, 1989
- Sombres soirées chez madame Glauque, Paris, Librairie des Champs-Élysées, Le Masque no 1983, 1989
- Mystère en coup de vent, Paris, Librairie des Champs-Élysées, Le Masque no 2023, 1990
- Les Mal-lunés, Paris, Rivages, coll. « Rivages/Noir » no 208, 1995
- Sous l'aile noire des rapaces, Paris, Rivages, coll. « Rivages/Noir » no 223, 1995
- Démago story suivi de L’Utilisation des restes, Paris, Rivages, coll. « Rivages/Noir » no 242, 1996
- Ferdinaud Céline, Paris, Rivages, coll. « Rivages/Thriller » 1997
- Le Mystère de la Sombre Zone, Paris, Rivages, coll. « Rivages/Mystère. Grand Format » 1999 ; réédition, Paris, Rivages, coll. « Rivages/Mystère » no 42, 2001
- De l’horrifique chez les tarés, Paris, Rivages, coll. « Rivages/Noir » no 364, 2000
- Bon cauchemar, les petits, Paris, Rivages, coll. « Rivages/Noir » no 389, 2001
- Le Crime du dernier métro, Paris, Baleine, coll. « série Grise » no 11, 2001
- La Course du hanneton dans une ville détruite ou La Corvée de soupe, Paris, Rivages, coll. « Rivages/Noir » no 586, 2006

### Romans publiés sous le nom de Pierre Signac
- Illégitime Défense, Paris, L’Arabesque, coll. « Crime parfait » no 19, 1958
- Bonjour cauchemar, Paris, L’Arabesque, coll. « Crime parfait » no 27, 1959
- Monsieur Cauchemar, Paris, Denoël, coll. « Crime-club » no 26, 1960 ; réédition Paris, NéO, coll. « Le Miroir obscur » no 16, 1983

### Recueils de nouvelles
- L’Unijambiste de la cote 284, Paris, Gallimard, coll. « Série noire » no 1773, 1980 - Grand prix de littérature policière 1981
- Reflets changeants sur mare de sang, Paris, Gallimard, coll. « Série noire » no 1776, 1980 ; réédition Gallimard, coll. « Folio Policier », no 162, 2000 - Grand prix de littérature policière 1981
- Folies d’infâmes, Paris, Gallimard, coll. « Série noire » no 1938, 1983
- Viande froide, Paris, NéO, coll. « Le Miroir obscur » no 14, 1985
- Les Âmes sensibles, Paris, Denoël, coll. « Sueurs froides », 1991

### Bandes dessinées
- Trafic de bidoche (avec Gérald Poussin) (in (À SUIVRE) hors série "BD/Polar : noces de sang", 1981
- Guignol’s Gang (découpage destiné à être illustré par Gérald Poussin). In LEBRUN, Michel. L’Almanach du crime 1982 : l’année 1980-81 du roman policier. Paris : Veyrier/Polar, 1981, p. 106-110.  (ISBN 2-903430-03-9). Introduction : « En exclusivité mondiale : une bande dessinée (sans dessins) de Pierre Siniac »
- Monsieur Cauchemar (adaptation et dess. de André Benn) (prépublication in Circus du no 99 au no 106, 1986-1987 / Glénat “ Circus aventure ”, 1987
- Le Secret de l'étrangleur (d'après Monsieur Cauchemar, adaptation et dessin de Jacques Tardi), Paris, Casterman, 2006
- Carton blême / d'après le roman de Pierre Siniac ; adaptation scénaristique Jean-Hugues Oppel ; dessin Boris Beuzelin.  Casterman-Rivages, coll. "Rivages-Casterman-noir", juin 2013, 92 p.  (ISBN 978-2-203-02581-3)
- Comment faire fortune en juin 40 / scénario Xavier Dorison, Fabien Nury ; dessin Laurent Astier ; librement adapté de Sous l'aile noire des rapaces de Pierre Siniac ; couleur Laurence Croix. Bruxelles : Casterman, sept. 2015, 115 p.  (ISBN 978-2-203-09181-8). Il existe une édition limitée en noir et blanc agrémentée d'un cahier graphique.  (ISBN 978-2-203-09891-6)

### Nouvelles
- Pas de partage, in Mystère magazine no 285, 1971
- L’Appel de minuit 17, in Mystère magazine no 289, 1972
- Les Tombeuses, in Magazine du mystère no 1, 1976
- La Grâce, in Magazine du mystère no 5, 1977. Reprise sous le titre Le Coup de patte du Chat Bouboule in Libération, 1979
- Luj Inferman’ se met à table, in Magazine du mystère no 8, 1977
- Un fameux coup de pinceau, in Magazine du mystère no 10, 1977
- Schadenfreude, in À Suivre no 6/7, 1978
- Luj Inferman’ ne manque pas de souffle, in Libération, 1979
- Luj Inferman’, fruits et légumes, in Libération, 1979
- La Dame était dans le placard, in Libération, 21-04-1979
- Quelques mots avant de partir ?, in Paris Noir, Dernier Terrain Vague, 1980
- Un chef-d’œuvre criminel, in Polar no 14, 1981
- Sinistrose, in Le Monde Dimanche, suppl. au no 11397, 20-09-1981
- La Corvée de soupe, in Polar no 24, 07-1982
- Deux petites imprudentes, in 813 no 5, 09-1982
- Un petit geste, in Nouvelles noires, Encre, coll. « Étiquette noire », 1985
- Espèce de cochon, in Séries B no 12, 1986
- Lettres de mon malin, in Mystères 87, LGF, coll. « Le Livre de Poche. Policier » no 6365, 1987
- La Commission Larnequin, in Nouvelles, nouvelles, Polar no 22, 1991
- Secours aux persécutés, in Place d’Italie, Presses Pocket, coll. « Noir » no 3234, 1991
- Fous et usage de fous, in Polar no 12, 1994
- Flag de nuit, in 813 no 49, 12-1994
- Monsieur James, in 813 no 58, 03-1997
- Madame ne peut plus, in programme du 1er salon du Polar de Montigny-les-Cormeilles, 12-1998
- Prière dans le tunnel, in Libération, 28-07-1999
- Tout le plaisir est pour moi, in De minuit à minuit, Fleuve noir, 2000
- Sales obscures, in Noir scénar, Manitoba/Belles lettres, coll. « Grand cabinet noir policier », 2002

### Scénario
- L’Automobiliste, in Super 8 se déchaîne : scénarios professionnels pour les cinéastes amateurs, Solar, 1972

### Articles
- Le Petit Courrier de l’almanach du crime. De Pierre Siniac, en date du 9 janvier 1982. In LEBRUN, Michel. L’Almanach du crime 1983 : l’année 1981-1982 du roman policier. Paris : éd. de la Butte aux cailles, 1982, p. 26
- Ma bibliothèque idéale du roman criminel. In LEBRUN, Michel. L’Année du polar 1987 : tous les romans policiers publiés dans l’année ; suivi de L’Almanach du crime. Paris : Ramsay, 1986, p. 339-340.  (ISBN 2-85956-536-1)
- Pierre Siniac, mon papa, [par] La Cloducque, 15 ans. In LEBRUN, Michel. L’Almanach du crime 1984 : l’année 1982-1983 du roman policier. Paris : éd. de la Butte aux cailles, 1983, p. 46
- Les Surnoms du polar. In LEBRUN, Michel. L’Almanach du crime 1984 : l’année 1982-1983 du roman policier. Paris : éd. de la Butte aux cailles, 1983, p. 134-136.
- Le saviez-vous ?. In LEBRUN, Michel. L’Almanach du crime 1983 : l’année 1981-1982 du roman policier. Paris : éd. de la Butte aux cailles, 1982, p. 168.

## Filmographie

### En qualité de scénariste
- 1984 : Les Morfalous, film français réalisé par Henri Verneuil, scénario de Henri Verneuil, Michel Audiard, ainsi que Pierre Siniac d'après son roman homonyme

### En qualité d'auteur adapté
- 1976 : Les Monte-en-l'air, téléfilm français réalisé par François Martin, d'après le roman éponyme de Pierre Siniac
- 2015 : Monsieur Cauchemar, film français réalisé par Jean-Pierre Mocky, d'après le roman éponyme de Pierre Siniac

## Prix
- Grand prix de littérature policière 1981 pour Reflets changeants sur mare de sang, L'Unijambiste de la côte 284 et Aime le maudit'[4]